# Tomas Tomilinas
Tomas Tomilinas (ur. 22 kwietnia 1983 w Wilnie) – litewski polityk, poseł na Sejm Republiki Litewskiej.

## Życiorys
Syn Polki i Rosjanina. Uczęszczał do szkoły średniej im. Władysława Syrokomli w Wilnie. Ukończył studia z zakresu nauk politycznych Uniwersytecie Wileńskim (2005) oraz z administracji europejskiej na Uniwersytecie Michała Römera (2007). Od 2002 członek Litewskiego Związku Rolników i Zielonych, został etatowym pracownikiem partii. Był asystentem posłów Laimy Mogenienė (2004–2008) oraz Antanasa Baury (2008–2012). W latach 2014–2016 pełnił funkcję dyrektora biura eurodeputowanego Bronisa Ropė. W 2012 został wiceprzewodniczącym swojego ugrupowania.
W wyborach w 2016 uzyskał mandat posła na Sejm Republiki Litewskiej. W 2020 z powodzeniem ubiegał się o poselską reelekcję. W lipcu 2021 został wykluczony z LVŽS. Związał się następnie z nowo powstałym ugrupowaniem Związek Demokratów „W imię Litwy”. W 2024 z jego ramienia utrzymał mandat deputowanego na kolejną kadencję.